# Kinorhynchus mainensis
Kinorhynchus mainensis är en djurart som tillhör fylumet pansarmaskar, och som först beskrevs av Blake 1930.  Kinorhynchus mainensis ingår i släktet Kinorhynchus och familjen Pycnophyidae. Inga underarter finns listade i Catalogue of Life.